# Lakeside (Oregon)
Lakeside és una població dels Estats Units a l'estat d'Oregon. Segons el cens del 2000 tenia 1.371 habitants.

## Demografia
Segons el cens del 2000, Lakeside tenia 1.371 habitants, 649 habitatges, i 436 famílies. La densitat de població era de 267,3 habitants per km².
Dels 649 habitatges en un 15,9% hi vivien nens de menys de 18 anys, en un 57,6% hi vivien parelles casades, en un 6,8% dones solteres, i en un 32,7% no eren unitats familiars. En el 26,8% dels habitatges hi vivien persones soles el 13,7% de les quals corresponia a persones de 65 anys o més que vivien soles. El nombre mitjà de persones vivint en cada habitatge era de 2,11 i el nombre mitjà de persones que vivien en cada família era de 2,5.
Per edats la població es repartia de la següent manera: un 14,6% tenia menys de 18 anys, un 4,3% entre 18 i 24, un 17,9% entre 25 i 44, un 33,2% de 45 a 60 i un 30,1% 65 anys o més.
L'edat mediana era de 53 anys. Per cada 100 dones de 18 o més anys hi havia 96,1 homes.
La renda mediana per habitatge era de 25.781$ i la renda mediana per família de 34.688$. Els homes tenien una renda mediana de 31.364$ mentre que les dones 20.568$. La renda per capita de la població era de 16.702$. Aproximadament l'11,6% de les famílies i el 15,2% de la població estaven per davall del llindar de pobresa.

## Poblacions més properes
El següent diagrama mostra les poblacions més properes.